# W. T. Stead
William Thomas Stead, britanski časopisni urednik in pisatelj * 5. julij 1849 Embleton, Northumberland, Anglija, † 15. april 1912, Atlantski Ocean.                                                                                                                                                              
Stead je kot pionir raziskovalnega novinarstva postal kontroverzna figura viktorijanske dobe. Stead je objavil vrsto izjemno vplivnih kampanj med urednikom časopisa The Pall Mall, najbolj znan pa je po seriji člankov iz leta 1885, The Maiden Tribute of Modern Babylon. Ti so bili napisani v podporo predlogu zakona, ki so ga kasneje poimenovali "Stead Act", ki je starost soglasja zvišal s 13 na 16.
Steadovo "novo novinarstvo" je utrlo pot sodobnemu tabloidu v Veliki Britaniji. Šteje se, da je vplival na to, kako bi tisk lahko vplival na javno mnenje in vladno politiko, in se zavzemal za "vlado z novinarstvom". Znan je bil po svojih reportažah o dobrem počutju otrok, socialni zakonodaji in reformaciji angleških kazenskih zakonikov.
Stead je umrl v potopu ladje RMS Titanic leta 1912. 